# Blood on Her Name
Blood on Her Name es una película estadounidense de drama, suspenso y crimen de 2019, dirigida por Matthew Pope, que a su vez la escribió junto a Don M. Thompson, musicalizada por Brooke Blair y Will Blair, en la fotografía estuvo Matthew Rogers, los protagonistas son Bethany Anne Lind, Will Patton y Elisabeth Röhm, entre otros. El filme fue producido por Rising Creek y se estrenó el 17 de julio de 2019.

## Sinopsis
Una mujer que decide ocultar un homicidio accidental termina teniendo consecuencias horribles, esto comienza cuando su conciencia le exige que devuelva el cadáver a su familia.